# José Corpas
José Corpas Serna (Baños de la Encina, 7 luglio 1991) è un calciatore spagnolo, attaccante dell'Eibar.

## Caratteristiche tecniche
È un'ala destra.

## Carriera
Cresciuto nel settore giovanile del CD Linares, inizia la propria carriera nella stagione 2009-2010 giocando nella Primera Provincial Andalusa, la settima divisione del calcio spagnolo; negli anni seguenti conquista con il club una serie di promozioni che lo portano a raggiungere nel 2012 la Tercera División, e nel 2015 la Segunda División B, campionato di livello semi-professionistico.
Il 15 giugno 2017 si trasferisce a titolo definitivo al Marbella FC, militante nello stesso torneo; chiude la stagione con 8 reti in 38 partite mancando di poco la promozione. Il 3 luglio seguente viene acquistato dall'Almería in Segunda División dove debutta a livello professionistico giocando l'incontro perso 1-0 contro il Cadice. Successivamente, nell'estate 2021 viene acquistato dall'Eibar.

## Statistiche
Statistiche aggiornate al 15 giugno 2021.

### Presenze e reti nei club
| Stagione                 | Squadra                  | Campionato               | Campionato | Campionato | Coppe nazionali | Coppe nazionali | Coppe nazionali | Coppe continentali | Coppe continentali | Coppe continentali | Altre coppe | Altre coppe | Altre coppe | Totale | Totale | Totale |
| Stagione                 | Squadra                  | Comp                     | Pres       | Reti       | Comp            | Pres            | Reti            | Comp               | Pres               | Reti               | Comp        | Pres        | Reti        | Pres   | Reti   |        |
| ------------------------ | ------------------------ | ------------------------ | ---------- | ---------- | --------------- | --------------- | --------------- | ------------------ | ------------------ | ------------------ | ----------- | ----------- | ----------- | ------ | ------ | ------ |
| 2009-2010                | Linares Deportivo        | 7D                       | 28         | 18         |                 | -               | -               |                    | -                  | -                  |             | -           | -           | 28     | 18     |        |
| 2010-2011                | Linares Deportivo        | 6D                       | 27         | 11         |                 | -               | -               |                    | -                  | -                  |             | -           | -           | 27     | 11     |        |
| 2011-2012                | Linares Deportivo        | 5D                       | 29         | 7          |                 | -               | -               |                    | -                  | -                  |             | -           | -           | 29     | 7      |        |
| 2012-2013                | Linares Deportivo        | TD                       | 30         | 4          | CR              | 0               | 0               |                    | -                  | -                  |             | -           | -           | 30     | 4      |        |
| 2013-2014                | Linares Deportivo        | TD                       | 39         | 7          | CR              | 0               | 0               |                    | -                  | -                  |             | -           | -           | 39     | 7      |        |
| 2014-2015                | Linares Deportivo        | TD                       | 33         | 11         | CR              | 0               | 0               |                    | -                  | -                  |             | -           | -           | 33     | 11     |        |
| 2015-2016                | Linares Deportivo        | SDB                      | 38         | 5          | CR              | 2               | 0               |                    | -                  | -                  |             | -           | -           | 40     | 5      |        |
| 2016-2017                | Linares Deportivo        | SDB                      | 37         | 3          | CR              | 0               | 0               |                    | -                  | -                  |             | -           | -           | 37     | 3      |        |
| Totale Linares Deportivo | Totale Linares Deportivo | Totale Linares Deportivo | 261        | 66         |                 | 2               | 0               |                    | -                  | -                  |             | -           | -           | 263    | 66     |        |
| 2017-2018                | Marbella FC              | SDB                      | 38         | 8          | CR              | 2               | 1               |                    | -                  | -                  |             | -           | -           | 40     | 9      |        |
| 2018-2019                | Almería                  | SD                       | 40         | 3          | CR              | 2               | 0               |                    | -                  | -                  |             | -           | -           | 42     | 3      |        |
| 2019-2020                | Almería                  | SD                       | 37         | 4          | CR              | 1               | 0               |                    | -                  | -                  |             | -           | -           | 38     | 4      |        |
| 2020-2021                | Almería                  | SD                       | 41         | 12         | CR              | 4               | 0               |                    | -                  | -                  |             | -           | -           | 45     | 12     |        |
| Totale Almería           | Totale Almería           | Totale Almería           | 118        | 19         |                 | 7               | 0               |                    | -                  | -                  |             | -           | -           | 125    | 19     |        |
| Totale carriera          | Totale carriera          | Totale carriera          | 407        | 93         |                 | 11              | 1               |                    | -                  | -                  |             | -           | -           | 418    | 94     |        |